# Crise burundaise de 2015-2020
Batailles
- Murwi
- Ndora
- Bujumbura

La crise burundaise de 2015-2020 est un ensemble de manifestations ayant lieu au Burundi à partir du 26 avril 2015 visant à protester contre la candidature du président Pierre Nkurunziza à un troisième mandat. La mort de Nkurunziza et la première élection démocratique du pays en 2020 met fin à la crise.

## Contexte
Président du Burundi depuis 2005 et réélu en 2010, Pierre Nkurunziza, affirme vouloir se représenter aux élections de 2015 afin d'entamer un troisième mandat présidentiel. Le Parlement rejette, le 21 mars 2014, une révision de la Constitution permettant à Nkurunziza de briguer un troisième mandat.
Le 25 avril 2015, il annonce qu'il se présente à l'élection présidentielle burundaise de 2015, qui doit se tenir le 26 juin 2015, pour un troisième mandat consécutif. Le 5 mai, la Cour constitutionnelle valide sa candidature, dans la controverse. Son vice-président, dénonçant « des pressions énormes et même des menaces de mort », démissionne et s'enfuit.
Par ailleurs, les textes sont formels. 
D'une part l'Accord d'Arusha statue dans l'article 7 que : « [Le président] est élu pour un mandat de cinq ans renouvelable une seule fois. Nul ne peut exercer plus de deux mandats présidentiels »[réf. nécessaire]. D'autre part l'article 96 de la constitution du Burundi, promulguée en mars 2005, précise que : « Le Président de la République est élu au suffrage universel direct pour un mandat de cinq ans renouvelable une fois ».

## Déroulement

### Tentative de coup d'État
Le 13 mai 2015, le général Godefroid Niyombare, ancien chef d'état-major des armées, issu du CNDD-FDD, annonce sur une radio privée un coup d'État alors que le président Nkurunziza s'était rendu à un sommet consacré à la crise politique burundaise à Dar-es-Salaam, en Tanzanie. La présidence burundaise dément le coup d'État et annonce le retour du président. Le général putschiste ordonne la fermeture des frontières et de l'aéroport de Bujumbura.
Le 14 mai, les putschistes échouent à prendre le contrôle de la Radio-Télévision nationale du Burundi, qui reste aux mains des loyalistes. Des combats ont lieu aux sièges d'autres médias, tels que la Radio publique africaine. Le soir, l'entourage de Pierre Nkurunziza annonce qu'il est rentré au Burundi.

### Post-élection
Les troubles continuent, après l'élection. Plusieurs meurtres, visant des personnalités politiques ou militaires, de l'opposition ou du camp présidentiel, ont lieu. Le vendredi 11 septembre, le général Prime Niyongabo, chef d'état-major de l'armée, survit à un attentat faisant sept morts (deux assaillants, quatre militaires et une policière).
Des opposants réfugiés dans des pays voisins sont aussi tués.

### Rébellion à partir de décembre 2015
Le 22 décembre 2015, l'ex-lieutenant-colonel Édouard Nshimirimana annonce la formation des Forces populaires du Burundi (Forebu), dont le but affiché est de veiller à l'accord d'Arusha, renverser Pierre Nkurunziza et « restaurer la démocratie ». Le général Godefroid Niyombare en prend la tête.
Le 25 avril 2016, le général Kararuza, officier tutsi et conseiller du Premier vice-président, est assassiné avec sa femme par des hommes armés.
En parallèle, la répression contre les manifestants de 2015 se poursuit au point d'entraîner en décembre 2015 l'adoption d'une résolution en faveur d'une commission d’enquête à l'ONU, de même que l'ouverture d'une enquête par la Cour pénale internationale en avril 2016.
Le 12 mai 2017, un avant-projet de révision de la constitution du Burundi est annoncé. Le projet final est annoncé le 25 octobre 2017, et prévoit la création d'un poste de Premier ministre, le passage d'un quinquennat à un septennat, la limite de mandats sera seulement consécutive et le seuil d'adoption des lois passerait des deux tiers à la majorité absolue. De fait, l'accord d'Arusha est abrogé. En janvier 2018, lors de la campagne électorale pour le référendum, le pouvoir burundais a fait arrêter des opposants.
Le 26 janvier 2020, des centaines de délégués du CNDD-FDD, parti au pouvoir, tiennent un congrès à Gitega, dans le centre du pays, pour désigner leur candidat à l'élection présidentielle. Évariste Ndayishimiye est choisi et devient le favori de l'élection. Ndayishimiye est élu avec 68,72% des voix et devance très largement le principal candidat de l'opposition, Agathon Rwasa, président du Conseil national pour la liberté (CNL), qui réunit 24,19 % des voix.

## Conséquences

### Manifestations
La candidature du président sortant provoque d'importantes manifestations à partir du 26 avril. Près de 25 000 Burundais ont fui à l'étranger, au Rwanda notamment. Au moins vingt-deux manifestants sont morts.

### Réactions internationales
Début mai 2015, la Belgique annonce qu'elle suspendait son soutien financier au processus électoral. Le 11 mai, l'Union européenne a demandé le report des scrutins législatifs et présidentiels.

#### Action des ONG internationales et situation des réfugiés
La situation humanitaire s'aggrave au pays depuis qu'éclate la crise politique consécutive à la tentative de coup d'État contre le président Pierre Nkurunziza après avoir brigué un troisième mandat, bien que la Constitution de 2005 l'interdise. La crise subsiste durant plusieurs années et se caractérise par une répression extrêmement violente de la part de l'État contre les opposants, une répression qui gagne même les camps de réfugiés. De nombreuses violations des droits de l'Homme sont constatées tandis que l'État de droit ne cesse de reculer en supprimant ses garanties constitutionnelles. L'instabilité et l'insécurité sont telles qu'elles obligent certaines organisations internationales gouvernementales ou non-gouvernementales, par exemple, UniRef et Avocats sans frontières, à restreindre leurs actions, ce qui explique d'ailleurs que les programmes d'aide aux réfugiés dans la région soient les moins financés au monde. L'exemple le plus flagrant est sans doute la fermeture du Bureau des droits de l'Homme en 2018 alors que l'ONU ouvrait une enquête indépendante sur ces violations en 2015. Cet évènement survient alors que la situation dans les pays voisins se dégrade, augmentant les flux de réfugiés entrant au Burundi, au même moment où des réfugiés burundais cherchent refuge dans les pays voisins. En effet, l'instabilité s'accentue aussi parallèlement en République démocratique du Congo lorsqu'une nouvelle vague de violences tout aussi grave secoue à son tour ce pays entre 2016 et 2019. Faute de dialogue avec l'opposition, le Burundi est aujourd'hui dans une impasse politique qui minimise les chances de résolution du conflit et rend très difficile toute intervention humanitaire. Depuis octobre 2018, l'action des dernières ONG étrangères encore actives malgré les restrictions imposées depuis 2017, est suspendue par une circulaire gouvernementale.